# Phraselator
El Phraselator es un traductor de mano altamente resistente que permite Traducción automática. Ha sido desarrollado por VoxTec, una empresa contratista de Marine Acoustics, localizada en Annapolis, MD.

## El dispositivo
El Phraselator es un dispositivo del tamaño de una PDA diseñado para ayudar a la Interpretación de lenguas. El dispositivo no produce una Síntesis de habla como la utilizada por Stephen Hawking; sino que reproduce archivos MP3 pregrabados de lenguas extranjeras. Los usuarios pueden seleccionar la frase que deseen de un listado en inglés que ven en la pantalla o bien pueden hablar al dispositivo. Phraselator utiliza tecnología de Reconocimiento del habla llamada DynaSpeak, desarrollada por SRI International, para reproducir el archivo de sonido adecuado. La precisión del software de reconocimiento de voz es más del 70 por ciento de acuerdo con el desarrollador de software Jack Buchanan. El dispositivo también puede grabar las respuestas para la traducción posterior.
Hay disponibles frases pregrabadas que se almacenan en tarjetas de memoria Secure Digital de flash. Una tarjeta de 128 MB puede almacenar hasta 12.000 frases en 4 o 5 idiomas. Los usuarios pueden descargar los módulos frase de la página web oficial, que contenía más de 300.000 frases en marzo de 2005. Los usuarios también pueden construir sus propios módulos personalizados con frases.
Los primeros dispositivos utilizaban una SA-1110 Strong Arm 206 MHz con 32 MB de SDRAM y 32 MB Flash RAM a bordo. [3]
Un modelo más reciente, el P2, fue lanzado en 2004 y desarrollado de acuerdo a los comentarios de soldados de EE. UU. Se traduce en un sentido, desde Inglés a aproximadamente 60 otros idiomas. Cuenta con un micrófono direccional, una biblioteca más grande de frases y una mayor duración de batería. La versión 2004 fue creado por y utiliza un tablero de la computadora fabricado por InHand Electronics, Inc.
En el futuro, el dispositivo será capaz de mostrar imágenes para que los usuarios pueden hacer preguntas como "¿Has visto a esta persona?". Desarrolladores As Sarich toma nota de que el dispositivo es inferior a los interrogadores humanos. Las conclusiones de una prueba de campo realizada en Nepal llevada a cabo por EE. UU. y Nepal ONG con sede en Himalaya en 2004 parecían confirmar las comparaciones de Sarich: El concepto de usar una máquina en forma de comunicación punto entre los individuos parecía alentar en realidad una forma más limitada de la interacción entre el probador y el demandado. Por lo general, cuando limitación del lenguaje están presentes entre las partes, la verdadera lucha y el deseo de comunicar los actos como una muestra de buena voluntad - que mostrar abiertamente nuestra debilidad a este respecto - y el resultado es un encuentro más relajada y humana. Esto no es necesariamente presentes en la Phraselator como todas las partes abandonaron aprender el uno del otro y en lugar de centrado en el aprendizaje de cómo trabajar con el dispositivo. Como una herramienta para superar las diferencias culturales o la comunicación efectiva en cualquier longitud, el Phraselator no se recomienda. Este dispositivo, al menos en la forma probada, sería mejor utilizado en operaciones a gran escala, donde no hay tiempo para la formación lingüística y hay una necesidad de comunicar ideas fijas, rápidamente, en la mayor distancia mediante el empleo de grandes cantidades de usuarios no especializados. Grandes catástrofes humanitarias o naturales en las zonas remotas de los países del tercer mundo serían un buen ejemplo de uso efectivo para este dispositivo.

## Origen
La idea original para el dispositivo de vino de Lee Morin, un médico de la Armada en la Operación Tormenta del Desierto. Para comunicarse con los pacientes, que reprodujo los archivos de audio en árabe desde su ordenador portátil. Informó As Sarich, el vicepresidente de VoxTec, con la idea. VoxTec ganó un DARPA Innovación de Pequeñas Empresas de becas de investigación a principios de 2001 para desarrollar un traductor de mano frase de grado militar.
El dispositivo fue probado primer campo en Afganistán en 2001 [2].
SRI International ha desarrollado el software de dos vías de traducción para su uso en Irak llama IraqComm que contiene un vocabulario de 40.000 palabras en Inglés y las palabras de 50.000 iraquíes árabes. [5]
[Editar] Usuarios Notables

## Usuarios notables
El traductor de mano fue utilizada recientemente por las tropas de EE. UU., mientras que la prestación de socorro a las víctimas del tsunami a principios de 2005. Cerca de 500 prototipos del dispositivo se proporciona a las fuerzas militares de EE. UU. en la Operación Libertad Duradera. Unidades cargadas con dialectos Haitan se han proporcionado a las tropas de EE. UU. en Haití. La policía militar del Ejército lo ha utilizado en Kandahar para comunicarse con los prisioneros de guerra. A finales de 2004, la Marina de los EE. UU. comenzó a aumentar algunos buques con una versión del dispositivo conectado a los altavoces grandes con el fin de transmitir instrucciones claras de voz de hasta 400 yardas (370 m) de distancia. Los funcionarios penitenciarios y policiales en el Condado de Oneida, Nueva York, han probado el dispositivo. salas de urgencias de los hospitales y departamentos de salud también lo han evaluado. Varias tribus nativas americanas como la Nación Choctaw, Ponca, y la Nación Comanche también han utilizado el dispositivo para preservar sus lenguas morir.

## Premios
En marzo de 2004, director de DARPA, Dr. Tony Tether, presentó el premio Pequeña Empresa Innovadora de Investigación de la división VoxTec de Acústica Marina en DarpaTech de 2004 en Anaheim, California. [8]. El dispositivo fue incluido recientemente como uno de los "Diez tecnologías emergentes que cambiarán su mundo" en MIT Technology Review.
[Editar] La cultura popular

## Cultura pop
Desarrollador de software Jack Buchanan considera que la creación de un dispositivo similar al traductor de ficción universal visto en Star Trek sería más difícil que la construcción de la Empresa [2].
El dispositivo fue mencionado en una lista de "Top 10 de Tecnología de Star Trek" en Space.com. [9]